# Корпово (Плюсский район)
Корпово — деревня в Плюсском районе Псковской области России. Входит в состав Лядской волости.
Расположена у побережья реки Дряжна (притока Плюссы), в 35 км к западу от райцентра Плюсса, в 16 км к югу от волостного центра Ляды и в 7 км к югу от деревни Лосицы.

## Население
Численность населения деревни на 2000 год составляла 7 человек, по переписи 2002 года — 5 человек.

## История
До 1 января 2006 года деревня входила в состав ныне упразднённой Лосицкой волости.